# 텔레마드리드
텔레마드리드(Telemadrid)는 스페인의 마드리드에서 방송되는 텔레비전 방송국으로, 마드리드의 자치 정부에 의해 운영되는 공영 방송이다.
텔레마드리드는 1989년 5월 2일에 방송을 시작하였다. 스페인에서 ETIB(바스크), TVC(카탈루냐), TVG(갈리시아), Canal Sur(안달루시아)에 이어 5번째로 개국한 지역 방송국이다. 1989에 결성된 스페인 지역 방송국 연합인 es:FORTA의 창립 회원국이다.
텔레마드리드의 프로그램은 주로 마드리드 지방의 정보를 중심으로 하여 뉴스, 스포츠, 어린이 및 교육 프로그램과 드라마 및 영화를 방송하고 있으며, 프로그램 일부는 다른 자치 지역의 텔레비전 방송국은 물론 해외 국가 텔레비전 방송국에서도 수출되고 있다.
자매 채널로 LaOtra와 라디오 방송국인 온다 마드리드(Onda Madrid)가 있다.